# Schloss Vorhaus
Schloss Vorhaus (polnisch Pałac Jaroszówka) war ein Schloss in Jaroszówka (deutsch Vorhaus) in der Landgemeinde Chojnów (Haynau) im Powiat Legnicki (Kreis Liegnitz) in der Woiwodschaft Niederschlesien in Polen.
Für 1392 ist ein festes Haus am Ort belegt. Im Jahr 1596 wurde dieses umgebaut und 1734 ein Barockschloss errichtet. In Folge des Zweiten Weltkriegs wurde das Schloss zerstört.